# Demons and Wizards (альбом)
Об одноимённой группе см. Demons and Wizards
Demons and Wizards (с англ. — «Демоны и чародеи») — четвёртый студийный альбом британской рок-группы Uriah Heep, вышедший в мае 1972 года на лейбле Bronze Records (в США — Mercury Records).

## Об альбоме
Demons and Wizards записан весной 1972 года в лондонской студии Lansdowne. Синглами из альбома были выпущены песни «The Wizard» и «Easy Livin’»: вторая из них поднялась в США до 39-го места, стала хитом в Германии и Новой Зеландии и, как говорил Джерри Брон, «помогла группе впервые заявить о себе на международной сцене». Обложку альбома подготовил художник и дизайнер Роджер Дин.
В октябре 1972 года альбом получил золотой статус в Британии (где поднялся до 20-го места и продержался в списках 11 недель), позже в США (№ 23 Billboard 200) став платиновым. Альбом стал также хитом в Норвегии (№ 5), Финляндии (№ 1, 14 недель) и Голландии (№ 5)
Значительная часть текстов альбома («Rainbow Demon», «The Wizard», «Traveller in Time», «Poet’s Justice») имеет отношение к жанру фэнтези, но Кёрк Блоуз, автор биографии группы, отмечал, что он не является концептуальным; каждый трек здесь имеет самостоятельную значимость. То же подчёркивал и Кен Хенсли в комментариях к альбому на обложке: «это… просто коллекция наших песен, которые мы записали с большим для себя удовольствием». Позже Хенсли называл Demons and Wizards своим любимым альбомом Uriah Heep: «Он был записан на одном дыхании. Это были лучшие времена сплочённой команды и мощной музыки».

## Список композиций
| №  | Название            | Автор(ы)                            | Длительность |
| -- | ------------------- | ----------------------------------- | ------------ |
| 1. | «The Wizard»        | Марк Кларк, Кен Хенсли              | 2:59         |
| 2. | «Traveller in Time» | Мик Бокс, Дэвид Байрон, Ли Керслейк | 3:26         |
| 3. | «Easy Livin’»       | Кен Хенсли                          | 2:36         |
| 4. | «Poet’s Justice»    | Мик Бокс, Кен Хенсли, Керслейк      | 4:14         |
| 5. | «Circle of Hands»   | Кен Хенсли                          | 6:34         |

| №  | Название                 | Автор(ы)                            | Длительность |
| -- | ------------------------ | ----------------------------------- | ------------ |
| 1. | «Rainbow Demon»          | Кен Хенсли                          | 4:30         |
| 2. | «All My Life»            | Мик Бокс, Дэвид Байрон, Ли Керслейк | 2:46         |
| 3. | «Paradise» / «The Spell» | Кен Хенсли                          | 12:41        |

| №  | Название                                                  | Автор(ы)                                       | Длительность |
| -- | --------------------------------------------------------- | ---------------------------------------------- | ------------ |
| 1. | «Why» (сингл-версия)                                      | Мик Бокс, Дэвид Байрон, Кен Хенсли, Пол Ньютон | 4:53         |
| 2. | «Why» (расширенная версия, записанная в начале 1972 года) | Мик Бокс, Дэвид Байрон, Кен Хенсли, Ньютон     | 7:39         |
| 3. | «Home Again to You»                                       | Кен Хенсли                                     | 5:28         |

| №  | Название                       | Автор(ы)                                       | Длительность |
| -- | ------------------------------ | ---------------------------------------------- | ------------ |
| 1. | «Why»                          | Мик Бокс, Дэвид Байрон, Кен Хенсли, Пол Ньютон | 10:34        |
| 2. | «Rainbow Demon» (сингл-версия) | Кен Хенсли                                     | 3:36         |
| 3. | «Proud Words on a Dusty Shelf» |                                                | 2:51         |
| 4. | «Home Again to You» (демо)     | Кен Хенсли                                     | 5:36         |
| 5. | «Green Eye» (демо)             | Кен Хенсли                                     | 3:46         |

## Участники записи
- Дэвид Байрон — вокал
- Кен Хенсли — акустическая, электро-и слайд гитара, клавишные, перкуссия, вокал
- Мик Бокс — ведущая гитара, бэк-вокал
- Гэри Тэйн — бас-гитара (кроме первого трека)
- Ли Керслейк — ударные
- Марк Кларк — бас-гитара, вокал («The Wizard»)

Технический персонал:
- Джерри Брон — продюсер
- Питер Галлен — звукорежиссёр
- Эшли Хау — ассистент звукорежиссёра

## Позиции в хит-парадах и сертификации
| Год  | Хит-парад                                  | Высшая позиция | Пребывание |
| ---- | ------------------------------------------ | -------------- | ---------- |
| 1972 | Австралия (Kent Music Report)              | 14             | нет данных |
| 1972 | Великобритания (UK Albums Chart)           | 20             | 11 недель  |
| 1972 | Дания (Hitlisten)                          | 7              | 3 недели   |
| 1972 | Канада (RPM Albums Chart)                  | 22             | 31 неделя  |
| 1972 | Норвегия (VG-lista)                        | 5              | 24 недели  |
| 1972 | США (Billboard 200)                        | 23             | 38 недель  |
| 1972 | Финляндия (Suomen virallinen lista)        | 1              | 43 недели  |
| 1972 | ФРГ (Offizielle Top 100)                   | 5              | 8 недель   |
| 1972 | Япония (Oricon)                            | 28             | нет данных |
|      |                                            |                |            |
| 2017 | Великобритания (Independent Albums Chart)  | 35             | 1 неделя   |
| 2017 | Великобритания (Rock & Metal Albums Chart) | 18             | 1 неделя   |
|      |                                            |                |            |
| 2020 | Великобритания (Independent Albums Chart)  | 44             | 1 неделя   |
| 2020 | Великобритания (Rock & Metal Albums Chart) | 13             | 1 неделя   |
|      |                                            |                |            |
| 2022 | Великобритания (Rock & Metal Albums Chart) | 34             | 1 неделя   |
| 2022 | Германия (Offizielle Top 100)              | 94             | 1 неделя   |
| 2022 | Швейцария (Schweizer Hitparade)            | 89             | 1 неделя   |

| Хит-парад (1972)                   | Позиция |
| ---------------------------------- | ------- |
| США (Billboard Top Popular Albums) | 92      |

| Регион                                                      | Сертификация | Продажи  |
| ----------------------------------------------------------- | ------------ | -------- |
| Новая Зеландия (RMNZ)                                       | Золотой      | 7500^    |
| Швейцария                                                   | —            | 4500     |
| Швеция                                                      | —            | 10 000   |
| США (RIAA)                                                  | Золотой      | 500 000^ |
| ^ Данные о тиражах приведены только на основе сертификации. |              |          |